# Fissidens psatyrocheilon
Fissidens psatyrocheilon là một loài Rêu trong họ Fissidentaceae. Loài này được (Schlieph.) Mitt. mô tả khoa học đầu tiên năm 1869.